# Rhagoletis cerasi
Rhagoletis cerasi là một loài ruồi giấm tephritidae được biết đến với tên gọi chung là ruồi giấm anh đào hay ruồi giấm châu Âu.

## Khu vực sinh sống
Loài này phổ biến ở hầu hết khu vực châu Âu, ngoại trừ quần đảo Anh, ở phía tây Siberia đến Kavkaz,Kazakhstan, khu vực Trung Á và Altai. Nó được phát hiện lần đầu tiên ở Bắc Mỹ vào năm 2016.

## Miêu tả
Rhagoletis cerasi có thể đạt chiều dài cơ thể vào khoảng 3,5–5 mm (0,14–0,20 in). Những con ruồi giấm nhỏ này có thân hình sáng bóng, màu nâu sẫm, gần như đen. Ở đoạn giữa ngực (mesothorax) cho thấy màu vittae bạc. Đôi cánh không thay đổi theo thời gian, với bốn sọc tối theo chiều ngang. Đôi mắt màu xanh lục với phản chiếu lại sắc đỏ. Đầu có màu nâu, trong khi scutellum và chân có màu vàng.
Loài này rất giống với Rhagoletis berberidis.

## Sinh học
Ruồi trưởng thành có thể được tìm thấy từ cuối tháng Năm đến đầu tháng Bảy. Chúng ăn các chất đường được sản xuất bởi chính anh đào hoặc côn trùng khác (chẳng hạn như rệp sáp). Sau 10-15 ngày con cái có thể đẻ tới 50 - 80 quả trứng mỗi lần trong phần cùi của quả. Sau 6 -12 ngày trứng bắt đầu nở và ấu trùng không chân trắng dài 4 – 6 mm thoát ra ra và ăn phần cùi của quả. Trong khi chín, ấu trùng để lại quả và nhộng trong đất, nơi chúng đan xen nhau. Thông thường loài này có một thế hệ cứ sau 1 đến 2 năm.
Những con ruồi giấm này được coi là một loài gây hại chính cho các cây anh đào  ở châu Âu và châu Á. Chúng cũng làm hỏng các loại trái cây của hoa mai, cây kim ngân hoa, sâm, prunus padus và symphoricarpos.

## Bộ sưu tập hình ảnh

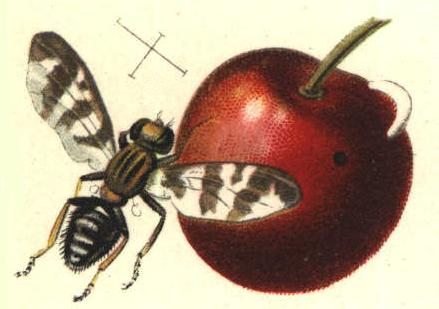
Bức tranh ruồi giấm
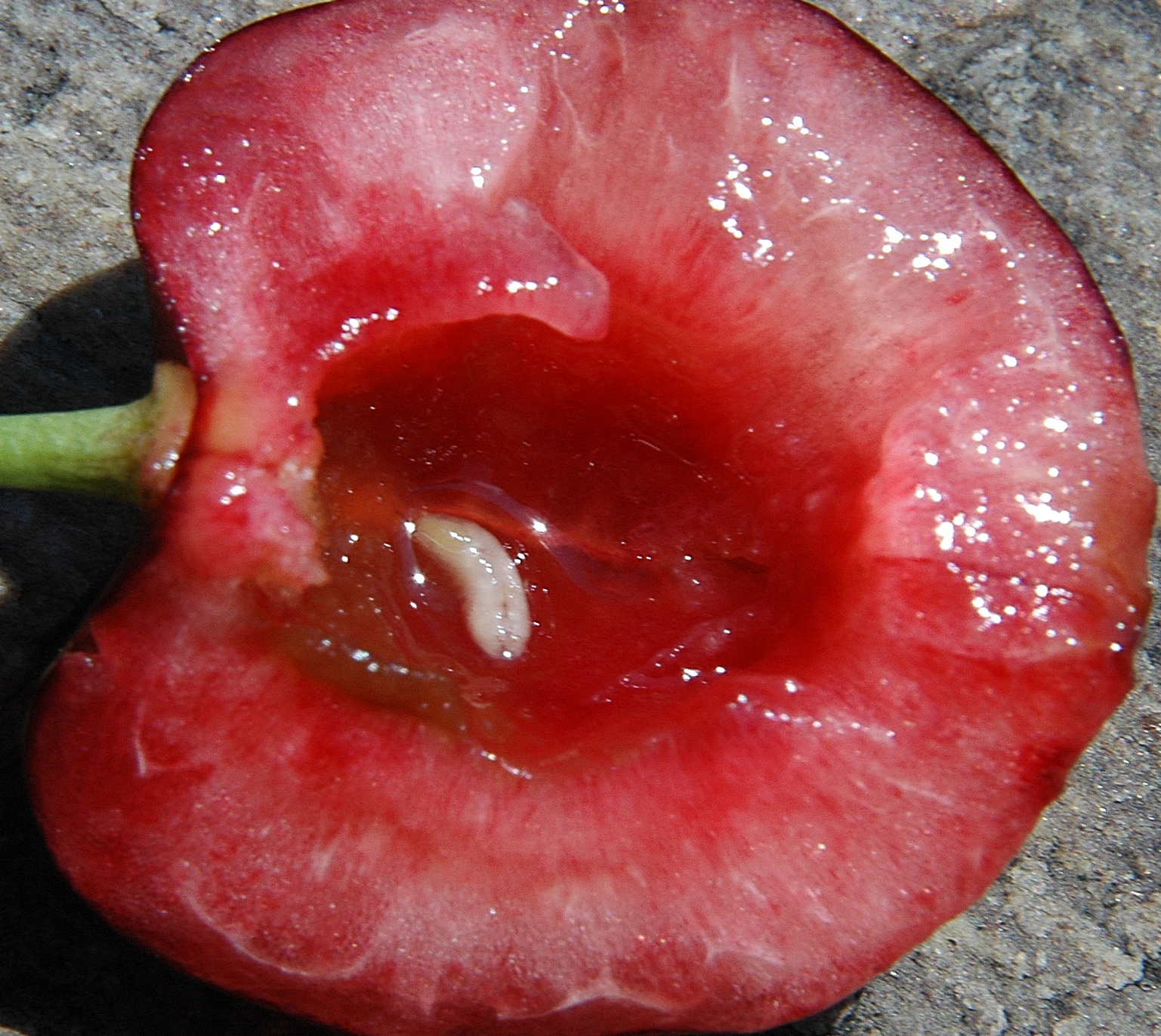
Ấu trùng trong quả anh đào
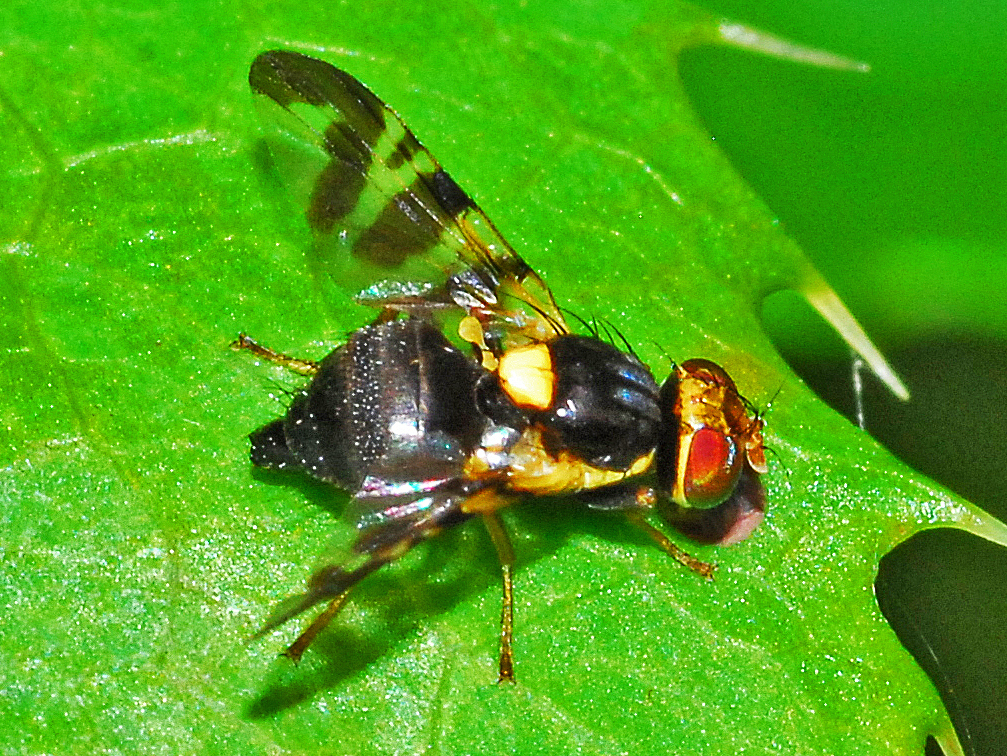
Imago
- Video clipVideo clip